# Aluzore Gap
Das Aluzore Gap (englisch; bulgarisch седловина Алузоре sedlowina Alusore) ist ein 1050 m hoher Bergsattel auf der Brabant-Insel im Palmer-Archipel westlich der Antarktischen Halbinsel. Er erstreckt sich über eine Länge von 3 km in nordnordwest-südsüdöstlicher Ausrichtung zwischen den Stribog Mountains und den Solvay Mountains. Der Gebirgspass ist Teil der Wasserscheide zwischen dem Hippokrates-Gletscher im Osten und dem Slatija- sowie dem Rush-Gletscher im Westen bzw. Südwesten. Er befindet sich 3,15 km ostsüdöstlich der Veles Bastion, 3,15 km westnordwestlich des Mount Imhotep, 4,8 km nordwestlich des Galen Peak und 3,2 km nordöstlich des Mount Sarnegor.
Britische Wissenschaftler kartierten ihn 1980 und 2008. Die bulgarische Kommission für Antarktische Geographische Namen benannte ihn 2015 nach dem Römerlager Alusore im Süden Bulgariens.